# Новотроїцьк (Шаранський район)
Новотро́їцьк (рос. Новотроицк, башк. Яңы Троицк) — присілок у складі Шаранського району Башкортостану, Росія. Входить до складу Мічурінської сільської ради.
Населення — 17 осіб (2010; 36 у 2002).
Національний склад:
- чуваші — 100 %